# Cuisine liechtensteinoise
La cuisine liechtensteinoise est très influencée par les traditions autrichiennes et suisses, ainsi que par la cuisine française et allemande. Elle a cependant une culture gastronomique propre. Les deux piliers culinaires du Liechtenstein sont le fromage et la soupe, qui sont présents à chaque repas. Le porc est, comme en Autriche, la viande la plus utilisée dans la cuisine liechtensteinoise. À Vaduz, la capitale du Liechtenstein, on trouve de nombreux restaurants haut de gamme.

## Plats typiques

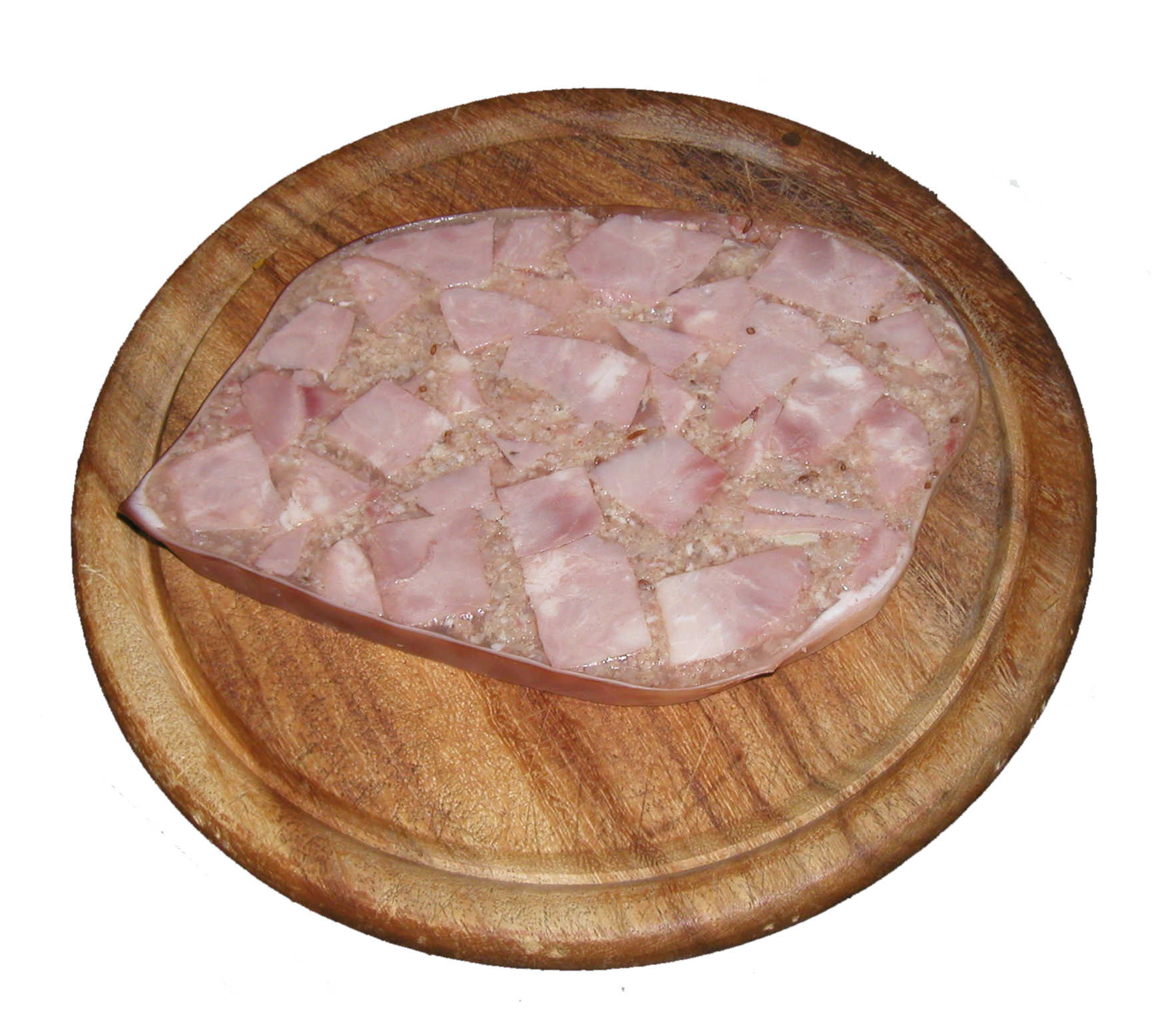
Un Schwartenmagen.

- Käsknöpfle mit Apfelmus, plat de boulettes de fromage avec une sauce à la pomme

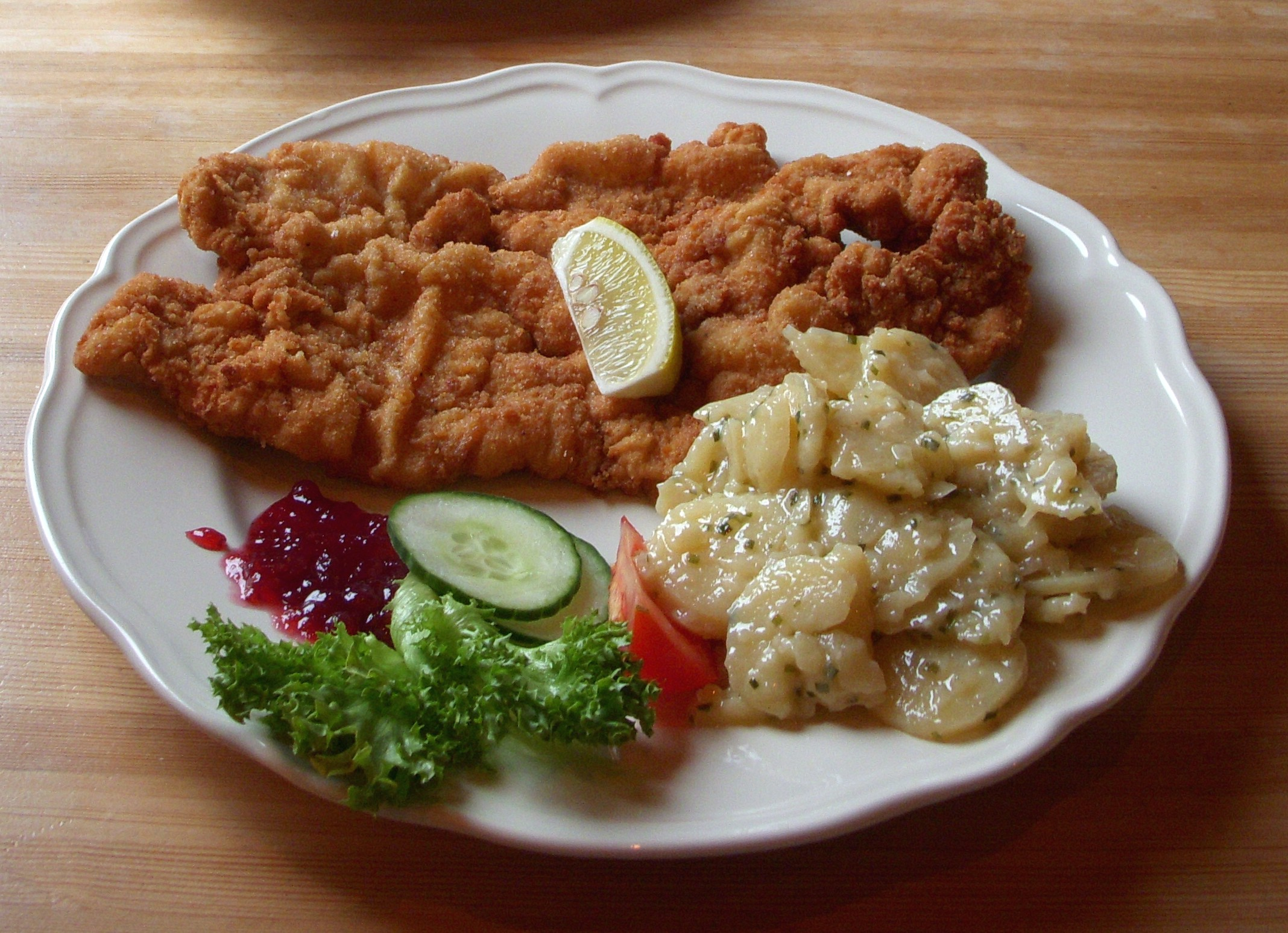
Un Schnitzel avec une salade de pommes de terre.

- Rheintaler Ribelmais, sorte de polenta qu'on peut trouver dans la vallée du Rhin
- Schwartenmagen, viande marinée en gelée
- Schnitzel
- Foie
- Viandes fumées
- Sandwiches
- Spatzi

- Alperrosti[1]
- Fondue
- Torkarebl, sorte de porridge
- Wurst, saucisse fumée

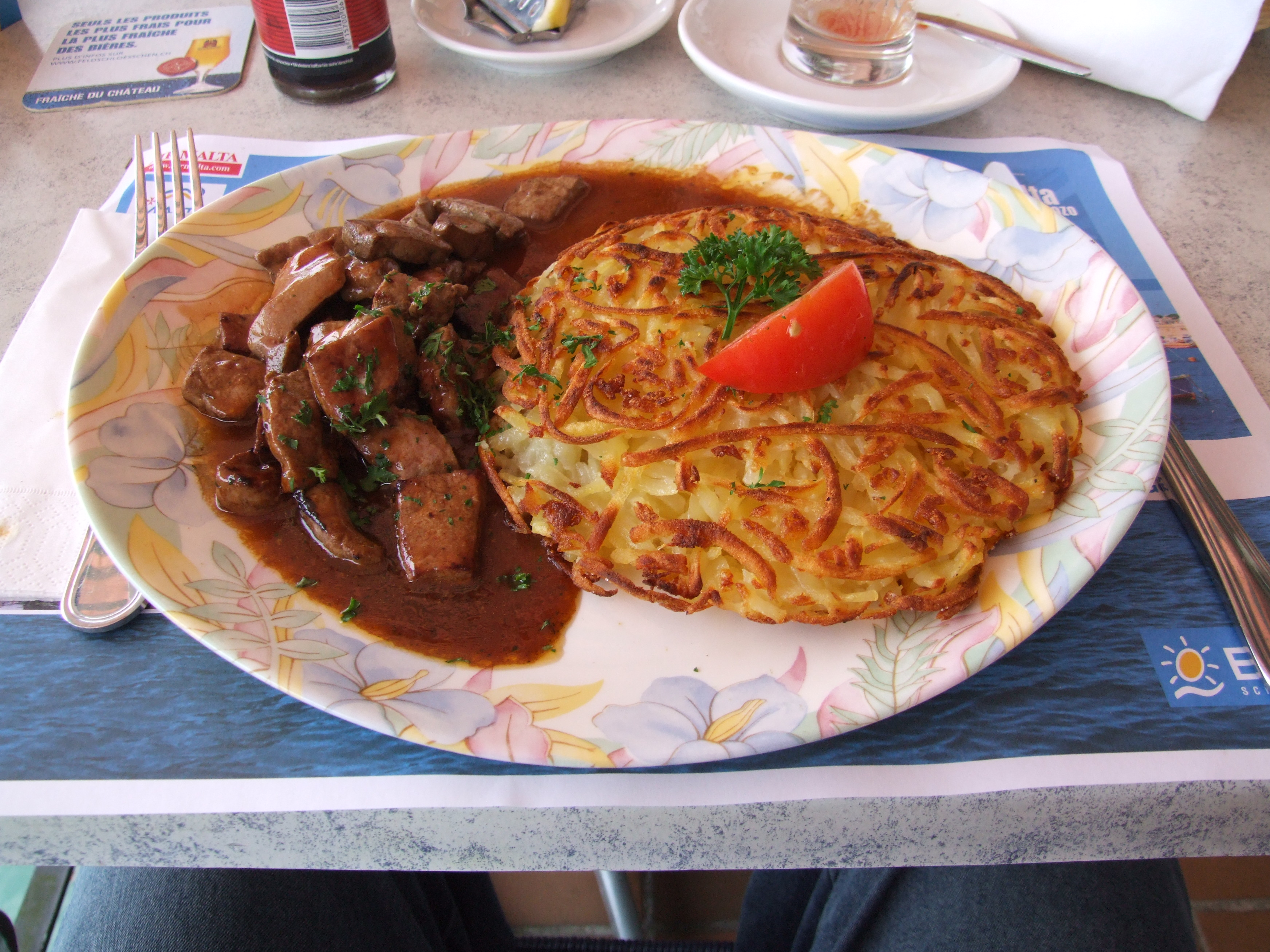
Rösti accompagné de foie.

- Rösti, pommes de terres gratinées en galette et frites

## Accompagnements
- Asperges
- Pain
- Rebi, semoule de maïs
- Saukerkas, fromage liechtensteinois

## Soupes
- Hafalaab, soupe au jambon ou au bacon avec des boulettes de semoule de maïs

## Autres

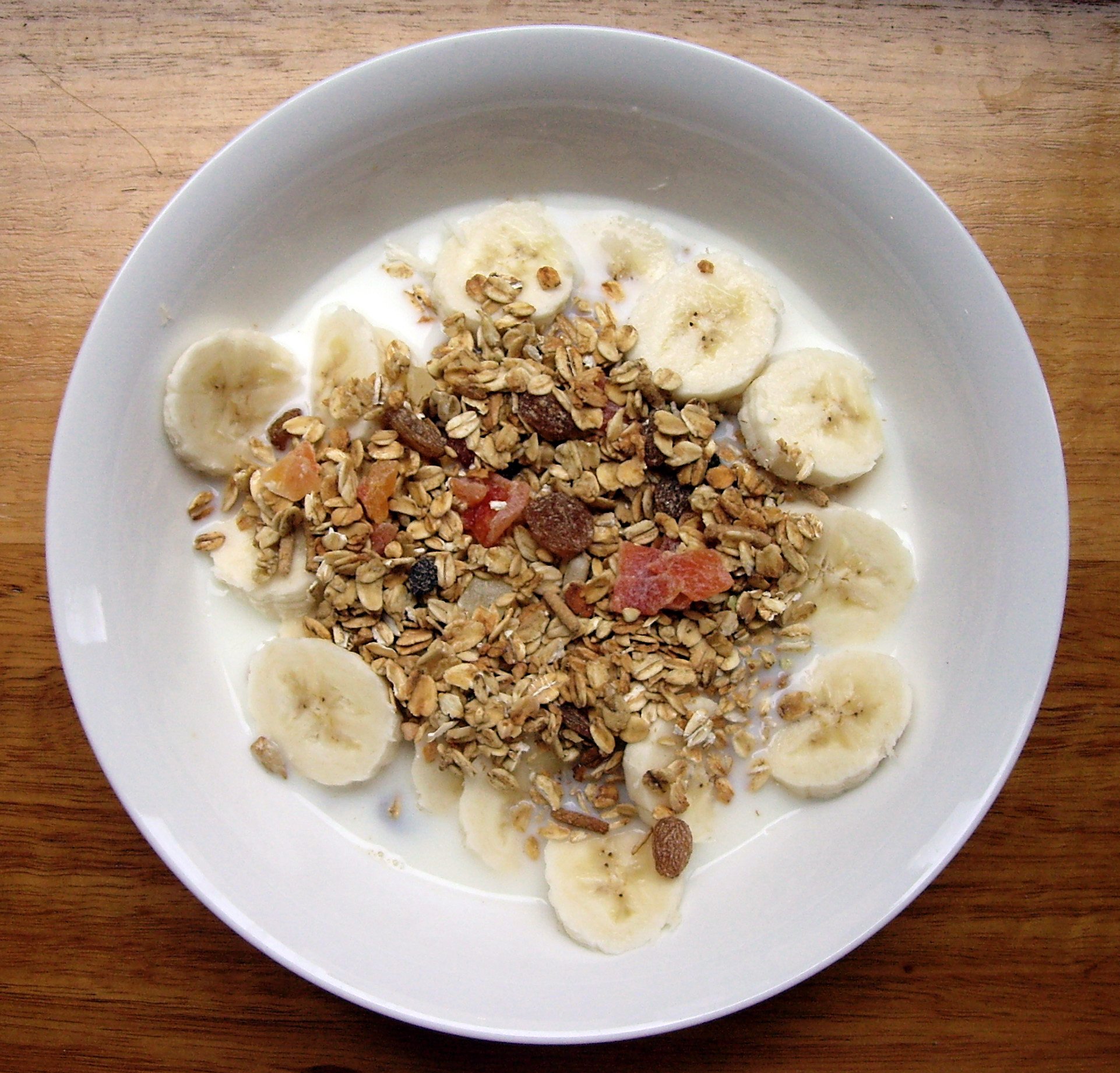
Le muesli est un petit déjeuner très consommé au Liechtenstein.

- Muesli, très consommé au petit déjeuner
- Pâtisseries
- Yaourt

## Boissons

### Bières
- PrinzenBräu
- Brauhaus

### Vins
Voir aussi : Viticulture au Liechtenstein

#### Rouges
- Blauburgunder
- Veramo Zweigelt
- Blaufränkisch

#### Blancs

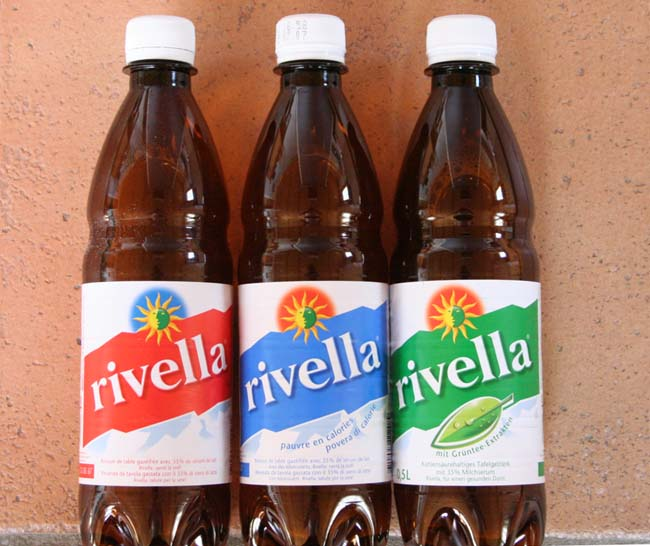
Bouteilles de Rivella.

- Chardonnay
- Riesling x Sylvaner
- Gewürztraminer[2]

### Autres
- Rivella, un soda suisse aux fruits
- Jus de fruits
- Thé
- Café
- Lait